# リー・ヴァン・クリーフ
クラレンス・リーロイ・“リー”・ヴァン・クリーフ・ジュニア（Clarence Leroy "Lee" Van Cleef, Jr.、1925年1月9日 - 1989年12月16日）は、多くの西部劇とアクション映画に出演したアメリカ合衆国出身の俳優。生まれ付いてのその鋭い目を活かし、『真昼の決闘』や『リバティ・バランスを射った男』、『続・夕陽のガンマン』などで悪役を演じた。

## 生い立ち
本名「クラレンス・リーロイ・ヴァン・クリーフ・ジュニア」としてニュージャージー州サマービルに生まれた。第二次世界大戦が始まるとアメリカ海軍に入隊し、カリブ海で任務に就いた。終戦後は会計士として働いた。1950年、そのルックスから家族や友人に俳優になることを勧められ、俳優活動を始めた。

## キャリア
ブロードウェイでの舞台『ミスタア・ロバーツ』のわき役で初めて演技をした。初めて出演した映画は古典的西部劇『真昼の決闘』だった。彼はこの映画で悪役を演じた。また、同じころ『原子怪獣現わる』にも出演した。1956年にはB級SF映画『金星人地球を征服』でピーター・グレイブスと共演した。
西部劇、SFに加えて、彼の初期の活動を代表する3つのノワール映画がある。1952年の『アリバイなき男』と1953年の『目撃者は語らず』、1955年の『暴力団』である。彼は1950年代のノワール映画への出演によって地位を確立していった。また、彼は脇役、悪役を演じて観客に強い印象を残した。
1959年、飲酒運転による自動車事故を起こして膝を痛め、医師からは2度と西部劇で馬には乗れないだろうと言われる。この事故は彼を悩ませ、回復するまでに長い時間がかかった。ヴァン・クリーフは俳優業を半ば引退し、妻のジョアンとインテリアの事業を始める。また、海や風景画も描き始めた。また、彼はグラナダの家屋建築現場で誤って右手中指の先端を切断してしまう。だがこれは後に彼のトレードマークとして認知されるようになった。
1965年、彼の人生にとって最も大きな転機が訪れる。イタリアの若手監督セルジオ・レオーネがヴァン・クリーフに出演依頼をしたのがきっかけだった。その映画は『夕陽のガンマン』であり、主演のクリント・イーストウッドと並ぶもう1人の主人公の役だった。さらにレオーネは『続・夕陽のガンマン』でもヴァン・クリーフとイーストウッドを起用した。レオーネの映画に出演したことによって彼はマカロニ・ウェスタンの大スターとなった。その後は『新・夕陽のガンマン/復讐の旅』や『怒りの荒野』、『復讐のガンマン』、「サバタ三部作」の2作品（『西部悪人伝』、『大西部無頼列伝』、『西部決闘史』のうちの『～悪人伝』と『～決闘史』）でメインキャラクターを演じた。またジョン・カーペンター監督のカルト映画『ニューヨーク1997』に出演し、1984年にはNBCの『忍者ジョン&マックス』で忍者を演じた。しかし『忍者ジョン&マックス』は13話で打ち切りになった。最終的に、リーは38年間の間に90作の映画と109作のテレビドラマに出演したことになる。

## 私生活
ヴァン・クリーフは生涯で3度結婚している。最初は、1943年12月10日に高校時代の交際相手だったパッシー・ルース・カールと結婚、3人の子、アラン、デボラ、デイヴィッドを設けた。しかし1960年に離婚。その後、同年4月9日にジョアン・ドレーンと2度目の結婚をする。1974年に彼女と離婚し、その2年後1976年7月13日にバーバラ・ハヴローンと3度目の結婚をした。1989年にヴァン・クリーフがこの世を去るまで2人は別れることはなかった。

## 死去
1989年12月14日に64歳で生涯を閉じる。自宅にいる時に心筋梗塞に襲われ、妻のバーバラが救急隊員を呼んだが間に合わなかった。彼は多くのハリウッドスターが眠っていることで知られるカリフォルニア州ロサンゼルスにあるフォレスト・ローン記念公園へ埋葬された。墓碑銘は 『リー・ヴァン・クリーフ 1925年1月9日 - 1989年12月16日 「最良の悪役」 愛と光を』 （原文："Lee Van Cleef January 9, 1925 - December 16, 1989 'Best of the Bad' Love and Light."）である。

## エピソード
- 映画中での役柄同様、私生活でも気骨溢れる人柄で知られた。『真昼の決闘』のプロデューサーであるスタンリー・クレイマーと初めて面会した時、彼に鼻を整形する様にと言われたヴァン・クリーフは「黙れ」と一喝、クレイマーを激怒させたという逸話が伝わる。更に監督のフレッド・ジンネマンから映画中で掛け声を出すよう指示されたときも、ヴァン・クリーフが「演じるキャラクターに似つかわしくない｣としてこれを拒否、結果的にジンネマンを納得させた[1]。
- 1985年に日本でサントリーオールドのCMに出演した。
- 小島秀夫監督作によるビデオゲーム『メタルギアシリーズ』の登場キャラクター、リボルバー・オセロットのモデル。

## 出演作品
| 公開年 | 邦題 原題                                                             | 役名                         | 備考                                                             | 吹き替え |
| ------ | --------------------------------------------------------------------- | ---------------------------- | ---------------------------------------------------------------- | --- |
| 1952   | 真昼の決闘 High Noon                                                  | ジャック・コルビー           |                                                                  | TBA |
| 1952   | アリバイなき男 Kansas City Confidential                               | トニー・ロマノ               |                                                                  | |
| 1953   | コルシカの嵐 The Bandits of Corsica                                   | Nerva                        |                                                                  | |
| 1953   | 決斗!一対三 The Lawless Breed                                         | ダーク・ハンレイ             |                                                                  | TBA |
| 1953   | 原子怪獣現わる The Beast from 20,000 Fathoms                          | ストーン                     |                                                                  | |
| 1953   | ロデオの英雄 Arena                                                    | スミッティ                   |                                                                  | |
| 1953   | 目撃者は語らず Vice Squad                                             | ピート・モンティ             |                                                                  | |
| 1953   | コロラドの決闘 Jack Slade                                             | ボルト・マッケイ             |                                                                  | |
| 1953   | 早撃ち無宿 Tumbleweed                                                 | マーヴ                       |                                                                  | |
| 1954   | 縄張りを荒らすな Rails Into Laramie                                   | エース・ウィントン           |                                                                  | |
| 1954   | 赤い谷 Arrow In The Dust                                              | Tillotson Henchman           |                                                                  | |
| 1954   | イエロー・トマホーク The Yellow Tomahawk                              | ファイアー・ナイフ           |                                                                  | |
| 1955   | 十人のならず者 Ten Wanted Men                                         | アル・ドラッカー             |                                                                  | |
| 1955   | 暴力団 The Big Combo                                                  | ファンテ                     |                                                                  | |
| 1955   | デンヴァーの狼 The Road To Denver                                     | ペコス・ラリー               |                                                                  | 大塚周夫 |
| 1955   | 硝煙のユタ荒原 The Vanishing American                                 | ジェイ・ロード               |                                                                  | 寺島幹夫 |
| 1955   | 白昼の対決 A Man Alone                                                | クラントン                   |                                                                  | |
| 1956   | 征服者 The Conqueror                                                  | Chepei                       |                                                                  | TBA |
| 1956   | 悪人への貢物 Tribute To A Bad Man                                     | ファット・ジョーンズ         |                                                                  | |
| 1956   | 金星人地球を征服 It Conquered the World                               | トム・アンダーソン           |                                                                  | 家弓家正 |
| 1956   | 底抜け西部へ行く Pardners                                             | ガス                         |                                                                  | |
| 1957   | 西部の顔役 The Quiet Gun                                              | ダグ・サドラー               |                                                                  | |
| 1957   | 偽保安官 The Badge of Marshal Brennan                                 | シャド・ドナフィン           |                                                                  | |
| 1957   | OK牧場の決斗 Gunfight at the O.K. Corral                              | エド・ベイリー               |                                                                  | 岡部政明（東京12チャンネル版） 寺島幹夫（日本テレビ版） 田中康郎（テレビ朝日旧版） 銀河万丈（テレビ朝日新版） |
| 1957   | 最後の駅馬車 The Last Stagecoach West                                 | スティーヴ                   |                                                                  | |
| 1957   | 胸に輝く星 The Tin Star                                               | エド・マクガフィー           |                                                                  | 立川雄三 |
| 1957   | 西部の裏切り者 Gun Battle at Monterey                                 | キルビー                     |                                                                  | |
| 1957   | 略奪者の群 Raiders of Old California                                  | デイモン・パーディー         |                                                                  | |
| 1958   | 若き獅子たち The Young Lions                                          | リケット                     |                                                                  | TBA |
| 1958   | 無頼の群 The Bravados                                                 | アルフォンソ・パラル         |                                                                  | 寺島幹夫 |
| 1961   | 四人の無頼漢 Posse From Hell                                          | レオ                         |                                                                  | |
| 1962   | リバティ・バランスを射った男 The Man Who Shot Liberty Valance         | リース                       |                                                                  | TBA（フジテレビ版） 平修（VOD版）                                                                             |
| 1962   | 西部開拓史 How the West Was Won                                       | 河の略奪者                   | クレジットなし                                                   | 青野武 |
| 1965   | 夕陽のガンマン Per qualche dollaro in più                             | ダグラス・モーティマー大佐   |                                                                  | 納谷悟朗（NET版） 有川博（DVD版）                                                                             |
| 1966   | 復讐のガンマン La resa dei conti                                      | ジョナサン・コーベット       |                                                                  | 納谷悟朗 |
| 1966   | 続・夕陽のガンマン Il buono, il brutto, il cattivo                    | セテンサ／エンジェル・アイズ | 英語音声のない部分の吹替の追加収録はサイモン・プレスコットが担当 | 納谷悟朗 |
| 1967   | 新・夕陽のガンマン/復讐の旅 Da uomo a uomo                            | ライアン                     |                                                                  | 納谷悟朗 |
| 1967   | 怒りの荒野 I giorni dell'ira                                          | フランク・タルビー           |                                                                  | 納谷悟朗（NET版） 和崎俊哉（TBS版）                                                                           |
| 1967   | 風の無法者 Al di là della legge                                       | ビリー・ジョー・カドリップ   |                                                                  | |
| 1968   | 地獄の戦場コマンドス Commandos                                        | サリヴァン                   |                                                                  | 納谷悟朗 |
| 1969   | 西部悪人伝 Ehi amico... c'è Sabata, hai chiuso!                       | サバタ                       |                                                                  | 納谷悟朗 |
| 1970   | エル・コンドル El Condor                                              | ジャロ                       |                                                                  | 納谷悟朗 |
| 1970   | 鷲と鷹 Barquero                                                       | トラヴィス                   |                                                                  | 納谷悟朗 |
| 1971   | 西部決闘史 È tornato Sabata... hai chiuso un'altra volta              | サバタ                       |                                                                  | 納谷悟朗 |
| 1971   | 地獄のアパッチ Captain Apache                                         | アパッチ                     |                                                                  | 納谷悟朗（東京12チャンネル版・NET版）                                                                         |
| 1971   | 無頼プロフェッショナル El hombre de Río Malo                          | ロイ・キング                 |                                                                  | 納谷悟朗 |
| 1972   | 荒野の七人・真昼の決闘 The Magnificent Seven Ride                     | クリス・アダムス             |                                                                  | 納谷悟朗 |
| 1972   | 怒りのガンマン/銀山の大虐殺 Il Grande duello                          | クレイトン保安官             |                                                                  | 坂口芳貞 |
| 1974   | 真・西部ドラゴン伝 El kárate, el Colt y el impostor                   | ダコタ                       |                                                                  | |
| 1975   | ワイルドトレイル Take a Hard Ride                                     | キーファー                   |                                                                  | |
| 1977   | ラスト・トリガー/孤独の殺人者 Quel pomeriggio maledetto               | ハリー・チャップマン         |                                                                  | |
| 1978   | New Yorkスクイズ・ゲーム The Squeeze                                  | クリス／レイ・スローン       |                                                                  | |
| 1979   | ハイパー・ウェポン/最終狙撃者 The Hard Way                            | マクニール                   | テレビ映画                                                       | 中庸助 |
| 1980   | オクタゴン The Octagon                                                | マッカーン                   |                                                                  | |
| 1981   | ニューヨーク1997 Escape from New York                                 | ボブ・ホーク                 |                                                                  | 内田稔 |
| 1984   | 狼どもの戦場 Geheimcode: Wildgänse                                    | アーチー・トラヴァース       |                                                                  | 加藤精三 |
| 1985   | ジャングル・レイダース/黄金のレジェンド La leggenda del rubino malese | ウォレン                     |                                                                  | |
| 1986   | 地獄の武装都市/復讐のターミネーター Armed Response                    | バート・ロス                 |                                                                  | |
| 1989   | ロマンシング・トレジャー/遺産相続・40億の罠 Thieves of Fortune        | Sergio Danielo Christophero  |                                                                  | |
| 1989   | キャノンボール3 新しき挑戦者たち Speed Zone!                          | Rock-Skipping Grandfather    |                                                                  | TBA（VHS版） 仁内建之（TBS版）                                                                                |